# Ножици (снаряд)
Ножици – исторически тип артилерийски снаряд (оръдейно гюле), използван в морската артилерия по времето на ветроходния флот.

## Описание
Гюлето се състои от две подвижно съединени половинки, всяка от която има дълго метално острие; такава конструкция има значително визуално сходство с обикновените ножици, поради което има и това име. Чрез остриетата, действащи подобно на ножове, в сравнение с обикновените гюлета „ножиците“ причиняват значително повече повреди на такелажа, палубните конструкции и личния състав.